# وزنه‌برداری در المپیک تابستانی ۲۰۲۰ – ۶۷ کیلوگرم مردان
۶۷ کیلوگرم مردان یکی از رویدادهای وزنه‌برداری در بازی‌های المپیک تابستانی ۲۰۲۰ است که در تاریخ ۲۵ ژوئیه ۲۰۲۱ در توکیو اینترنشنال فورم برگزار شد.

## رکوردها
| رکورد جهان   | یک‌ضرب | هوانگ مینهائو (CHN) | ۱۵۵ ک‌گ | ۶ ژوئیه ۲۰۱۹   | توکیو، ژاپن    |
| رکورد جهان   | دوضرب | پاک جونگ-جو (PRK)   | ۱۸۸ ک‌گ | ۲۰سپتامبر ۲۰۱۹ | پاتایا، تایلند |
| رکورد جهان   | مجموع | چن لیجون (CHN)      | ۳۳۹ ک‌گ | ۲۱ آوریل ۲۰۱۹  | نینگبو، چین    |
| رکورد المپیک | یک‌ضرب | استاندارد المپیک    | ۱۵۱ ک‌گ | ۱ نوامبر ۲۰۱۸  | —              |
| رکورد المپیک | دوضرب | استاندارد المپیک    | ۱۸۱ ک‌گ | ۱ نوامبر ۲۰۱۸  | —              |
| رکورد المپیک | مجموع | استاندارد المپیک    | ۳۲۸ ک‌گ | ۱ نوامبر ۲۰۱۸  | —              |

| وزنه‌برداری در بازی‌های المپیک تابستانی ۲۰۲۰ | وزنه‌برداری در بازی‌های المپیک تابستانی ۲۰۲۰ | وزنه‌برداری در بازی‌های المپیک تابستانی ۲۰۲۰ | وزنه‌برداری در بازی‌های المپیک تابستانی ۲۰۲۰ | وزنه‌برداری در بازی‌های المپیک تابستانی ۲۰۲۰ | وزنه‌برداری در بازی‌های المپیک تابستانی ۲۰۲۰ |
| ------------------------------------------ | ------------------------------------------ | ------------------------------------------ | ------------------------------------------ | ------------------------------------------ | ------------------------------------------ |
| مردان                                      | مردان                                      | مردان                                      | زنان                                       | زنان                                       | زنان                                       |
|                                            | ۶۱ ک‌گ                                      |                                            |                                            | ۴۹ ک‌گ                                      |                                            |
|                                            | ۶۷ ک‌گ                                      |                                            |                                            | ۵۵ ک‌گ                                      |                                            |
|                                            | ۷۳ ک‌گ                                      |                                            |                                            | ۵۹ ک‌گ                                      |                                            |
|                                            | ۸۱ ک‌گ                                      |                                            |                                            | ۶۴ ک‌گ                                      |                                            |
|                                            | ۹۶ ک‌گ                                      |                                            |                                            | ۷۶ ک‌گ                                      |                                            |
|                                            | ۱۰۹ ک‌گ                                     |                                            |                                            | ۸۷ ک‌گ                                      |                                            |
|                                            | +۱۰۹ ک‌گ                                    |                                            |                                            | +۸۷ ک‌گ                                     |                                            |

## نتایج
| رتبه | ورزشکار                      | کشور       | گروه | وزن بدن | یک‌ضرب | یک‌ضرب | یک‌ضرب | یک‌ضرب | دوضرب | دوضرب | دوضرب | دوضرب  | مجموع  |
| رتبه | ورزشکار                      | کشور       | گروه | وزن بدن | ۱     | ۲     | ۳     | نتیجه | ۱     | ۲     | ۳     | نتیجه  | مجموع  |
| ---- | ---------------------------- | ---------- | ---- | ------- | ----- | ----- | ----- | ----- | ----- | ----- | ----- | ------ | ------ |
| 1    | چن لیجون                     | چین        | A    | ۶۶.۸۵   | ۱۴۵   | ۱۵۰   | ۱۵۱   | ۱۴۵   | ۱۷۵   | ۱۸۷   | —     | ۱۸۷ OR | ۳۳۲ OR |
| 2    | لوئیس خاویر موسکرا           | کلمبیا     | A    | ۶۶.۸۵   | ۱۴۸   | ۱۵۱   | ۱۵۱   | ۱۵۱   | ۱۷۵   | ۱۸۰   | ۱۸۰   | ۱۸۰    | ۳۳۱    |
| 3    | میرکو زانی                   | ایتالیا    | A    | ۶۶.۹۵   | ۱۴۵   | ۱۵۰   | ۱۵۰   | ۱۴۵   | ۱۷۲   | ۱۷۷   | ۱۷۷   | ۱۷۷    | ۳۲۲    |
| ۴    | هان میونگ-موک                | کره جنوبی  | A    | ۶۶.۹۰   | ۱۴۲   | ۱۴۷   | ۱۴۹   | ۱۴۷   | ۱۶۷   | ۱۷۴   | ۱۷۴   | ۱۷۴    | ۳۲۱    |
| ۵    | طلحه طالب                    | پاکستان    | A    | ۶۶.۹۵   | ۱۴۴   | ۱۴۷   | ۱۵۰   | ۱۵۰   | ۱۶۶   | ۱۶۶   | ۱۷۰   | ۱۷۰    | ۳۲۰    |
| ۶    | ادخم‌جون ارگاشف               | ازبکستان   | A    | ۶۷.۰۰   | ۱۳۹   | ۱۳۹   | ۱۴۴   | ۱۳۹   | 173   | ۱۸۴   | ۱۸۴   | ۱۷۳    | ۳۱۲    |
| ۷    | میتسونوری کونای              | ژاپن       | A    | ۶۶.۹۵   | ۱۳۵   | ۱۳۵   | ۱۳۵   | ۱۳۵   | ۱۶۵   | ۱۷۲   | ۱۷۸   | ۱۷۲    | ۳۰۷    |
| ۸    | گوگا چخیدزه                  | گرجستان    | B    | ۶۶.۹۵   | ۱۳۳   | ۱۳۳   | ۱۳۸   | ۱۳۳   | ۱۶۴   | ۱۶۹   | ۱۷۳   | ۱۶۹    | ۳۰۲    |
| ۹    | دنی                          | اندونزی    | A    | ۶۶.۷۵   | ۱۳۵   | ۱۳۵   | ۱۴۰   | ۱۳۵   | ۱۶۶   | ۱۷۱   | ۱۷۱   | ۱۶۶    | ۳۰۱    |
| ۱۰   | جاناتان مونیوز               | مکزیک      | B    | ۶۶.۸۵   | ۱۳۵   | ۱۳۹   | ۱۳۹   | ۱۳۵   | ۱۶۳   | ۱۶۳   | ۱۷۰   | ۱۶۳    | ۲۹۸    |
| ۱۱   | توجونیرینا آندریانتسیتوهاینا | ماداگاسکار | B    | ۶۶.۰۰   | ۱۳۰   | ۱۳۰   | ۱۳۸   | ۱۳۰   | ۱۵۵   | ۱۶۵   | ۱۶۵   | ۱۵۵    | ۲۸۵    |
| ۱۲   | روبن کاتواتائو               | کیریباتی   | B    |         | ۱۰۵   | ۱۱۰   | ۱۱۰   | ۱۰۵   | ۱۳۲   | ۱۴۰   | ۱۴۵   | ۱۴۰    | ۲۴۵    |
| —    | محمد فورکان ازبک             | ترکیه      | A    | ۶۶.۷۰   | 142   | ۱۴۵   | ۱۴۵   | ۱۴۲   | ۱۷۳   | ۱۷۳   | ۱۷۳   | —      | —      |
| —    | برناردین ماتام               | فرانسه     | A    | ۶۶.۹۵   | ۱۳۲   | ۱۳۵   | ۱۳۸   | ۱۳۵   | ۱۷۱   | ۱۷۱   | ۱۷۱   | —      | —      |